# Kelly Marie Tran
Kelly Marie Tran (San Diego, 17 de enero de 1989) es una actriz estadounidense. Ha tenido varios papeles en cortometrajes y episodios de distintas series de televisión, y es principalmente conocida por su participación en Star Wars: Episodio VIII - Los últimos Jedi, como Rose Tico.

## Biografía
Kelly Marie Tran nació el 17 de enero de 1989, en la ciudad de San Diego en el estado de California. Sus padres eran refugiados vietnamitas que escaparon de la Guerra de Vietnam. En Vietnam, su padre era un indigente sin techo que creció en las calles de un pueblo. Tras mudarse a los Estados Unidos, trabajó en un Burger King para poder apoyar a la familia, mientras que su esposa trabaja en una empresa funeraria.
Durante su adolescencia, Tran estudió en la escuela secundaria Westview de San Diego mientras trabajaba en una tienda de yogures para ganar dinero. Más tarde, se graduaría con una licenciatura en comunicaciones por la Universidad de California en Los Ángeles.

## Carrera
Tran pasó sus primeros años en Los Ángeles acudiendo a cástines para pequeños roles, mientras participaba en los grupos de improvisación Upright Citizens Brigade y The Second City. En 2013, participó en la serie web Ladies Like Us. También formó parte de varios vídeos de CollegeHumor.
En 2015, Tran fue seleccionada para dar vida al personaje de Rose Tico en Star Wars: Episodio VIII - Los últimos Jedi, una mecánica de la resistencia rebelde. Sin embargo, no le pudo comentar a sus padres que había conseguido el trabajo, por lo tanto, cuando a principios de 2016 se empezaron a grabar las primeras escenas de la película en los Pinewood Studios, mintió a sus padres, y les dijo que se trataba de una pequeña película en Canadá. Con su rol en Los últimos Jedi, Tran se convirtió en la primera mujer asiática americana en interpretar un papel principal en una película de Star Wars. En 2017, se convirtió en la primera mujer asiática en aparecer en la portada de Vanity Fair, junto a John Boyega y Oscar Isaac.

## Filmografía
| Año  | Título                                           | Rol                   | Notas                               |
| ---- | ------------------------------------------------ | --------------------- | ----------------------------------- |
| 2011 | Untouchable                                      | Jamie                 | Cortometraje                        |
| 2011 | The Rising Cost of Cosmetics                     | Chun Hei Park         | Cortometraje                        |
| 2011 | Impressions                                      | Alice                 | Cortometraje                        |
| 2011 | Hot Girls on the Beach                           | Boba Chick/Estudiante | Segmento: "Great White Shark Movie" |
| 2012 | The Cohasset Snuff Film                          | Christine Chan        | Sin acreditar                       |
| 2013 | Andy's CDs                                       | Kelly                 | Cortometraje                        |
| 2016 | XOXO: La fiesta interminable                     | Butterfly Rave Girl   |                                     |
| 2017 | Star Wars: Episodio VIII - Los últimos Jedi      | Rose Tico             |                                     |
| 2019 | Star Wars: Episodio IX - El ascenso de Skywalker | Rose Tico             |                                     |
| 2020 | The Croods: A New Age                            | Dawn Betterman        | Voz                                 |
| 2021 | Raya y el último dragón                          | Raya                  | Voz                                 |
| 2023 | The Young Wife                                   | TBA                   |                                     |

| Año       | Título                                         | Rol                                                        | Notas                                                                                    |
| --------- | ---------------------------------------------- | ---------------------------------------------------------- | ---------------------------------------------------------------------------------------- |
| 2011      | This Indie Girl                                | Hero Girl                                                  | Episodio: "Just the Way It Is"                                                           |
| 2012      | Fabulous High                                  | Estudiante de Sierra Mar #4                                | Película para televisión                                                                 |
| 2013–15   | Ladies Like Us                                 | Kelly/Larry                                                | Serie de televisión                                                                      |
| 2014–16   | CollegeHumor Originals                         | Full Asian/Kate/Kelly/Startup "Foodler" Girl/Melissa/Amber | Serie de televisión                                                                      |
| 2014–16   | Life on Normal Street                          | Sara                                                       | 3 episodios                                                                              |
| 2014      | To the Bridge                                  | Lydia                                                      | Episodio piloto                                                                          |
| 2014      | About a Boy                                    | Marguerite                                                 | 2 episodios                                                                              |
| 2014      | Hope & Randy                                   | Tina                                                       | Miniserie de televisión                                                                  |
| 2014      | Currently Cool                                 | Jenny                                                      | Episodio: "Baby Daddy Daddy Daddy"                                                       |
| 2015      | Comedy Bang! Bang!                             | Amiga adolescente                                          | Episodio: "Thomas Middleditch Wears an Enigmatic Sweatshirt and Sweatpants with Pockets" |
| 2015      | Ladies Like Us: The Rise of Neighborhood Watch | Larry                                                      | 2 episodios                                                                              |
| 2015      | Adam Ruins Everything                          | Sharon/Mujer del teléfono                                  | 2 episodios                                                                              |
| 2015      | Discount Fitness                               | Betsy                                                      | Episodio: "Goal Met"                                                                     |
| 2016      | Pub Quiz                                       | Asia                                                       | Película para televisión                                                                 |
| 2016      | History of the World...For Now                 | Hija                                                       | Episodio #1.4                                                                            |
| 2016      | Fall Into Me                                   | Eva                                                        | Episodio: "British Billionaire"                                                          |
| 2016      | Sing It!                                       | Participante del cast para Twinkle Twinkle                 | Episodio: "THE SHOW BEGINS!"                                                             |
| 2018      | Star Wars Forces of Destiny                    | Rose Tico (voz)                                            | Episodio: "Shuttle Shock"                                                                |
| 2018–2019 | Sorry for Your Loss                            | Jules Shaw                                                 | 18 episodios                                                                             |